# Coccygidium ruidum
Coccygidium ruidum är en stekelart som beskrevs av Michael J. Sharkey 1996. Coccygidium ruidum ingår i släktet Coccygidium och familjen bracksteklar. Inga underarter finns listade i Catalogue of Life.